# 米谷民雄
米谷 民雄（まいたに たみお）は、日本の環境官僚・厚生官僚・化学者（食品衛生学・食品化学・分析化学）。薬学博士（京都大学・論文博士・1979年）。静岡県立大学食品栄養科学部特任教授・大学院生活健康科学研究科特任教授、社団法人日本食品衛生学会会長。

## 来歴

### 生い立ち
1970年京都大学薬学部製薬化学科卒業。1975年京都大学大学院薬学研究科博士課程単位取得退学。1979年5月、京都大学薬学博士。学位論文の題は、「核磁気共鳴法によるピリジン塩基の付加したS-O配位金属錯体に関する研究」。

### 環境庁
1976年、環境庁の附属機関である国立公害研究所の研究員となる。その間、京都大学大学院薬学研究科にて学び、1979年に博士課程を修了している。1982年には、国立公害研究所の主任研究員に就任した。

### 厚生省
1984年、厚生省の附属機関である国立衛生試験所に転じ、食品部の主任研究官に就任。1989年、食品添加物部にて室長に就任。2000年、国立医薬品食品衛生研究所の食品添加物部にて部長に就任。2002年、国立医薬品食品衛生研究所の食品部にて部長に就任。2008年定年退職。

### 静岡県立大学
厚生労働省を退職後、静岡県立大学の食品栄養科学部にて客員教授に就任した。2010年からは、静岡県立大学生活健康科学研究科食品栄養科学専攻・食品栄養科学部食品生命科学科の特任教授に就任。

## 研究
京都大学では、薬学の中でも化学的な観点を必要とする医薬品化学を修めた。国立公害研究所、国立衛生試験所、国立医薬品食品衛生研究所では、食品添加物や残留農薬など食品に関して化学的なアプローチともなう業務に従事し、衛生学や食品学、農芸化学などの領域にも近い分野の研究を行っていた。なお、学会としては、日本食品衛生学会、日本食品化学学会、日本微量元素学会、日本衛生学会、日本薬学会などに加入しており、前述のような各学問にかかわりの深い学会に属していた。
特に専門としている領域として、食品衛生学、食品化学、分析化学の3つを挙げている。具体的には、残留農薬などによる食品の汚染についての調査や、食品に含まれる金属について化学形の分析などを行っている。

## 略歴
- 1970年3月 - 京都大学薬学部製薬化学科卒業。
- 1975年3月 - 京都大学大学院薬学研究科博士課程単位取得退学。
- 1976年10月 - 国立公害研究所研究員。
- 1979年5月 - 京都大学大学院薬学研究科博士課程修了。
- 1982年1月 - 国立公害研究所主任研究員。
- 1984年5月 - 国立衛生試験所食品部主任研究官。
- 1989年4月 - 国立衛生試験所食品添加物部室長。
- 2000年7月 - 国立医薬品食品衛生研究所食品添加物部部長。
- 2002年4月 - 国立医薬品食品衛生研究所食品部部長。
- 2008年4月 - 静岡県立大学食品栄養科学部客員教授。
- 2010年9月 - 静岡県立大学食品栄養科学部特任教授。
- 2010年9月 - 静岡県立大学大学院生活健康科学研究科特任教授。

## 著作

### 寄稿
- 日本栄養・食糧学会編『栄養・食糧学データハンドブック』同文書院、2006年。ISBN 9784810300321
- 伊藤武ほか編『食品検査とリスク回避のための防御技術』シーエムシー出版、2006年。ISBN 9784882315544
- 永田忠博ほか編集『食品分析法の妥当性確認ハンドブック』サイエンスフォーラム、2007年。ISBN 9784916164834
- 『食中毒予防必携』2版、日本食品衛生協会、2007年。ISBN 9784889250145
- 日本食品化学学会編、食品添加物活用ハンドブック企画編集委員会企画編集『食品添加物実用』1巻、産業調査会事典出版センター、2009年。ISBN 9784882825753
- 日本食品化学学会編、食品添加物活用ハンドブック企画編集委員会企画編集『食品添加物実用』2巻、産業調査会事典出版センター、2009年。ISBN 9784882825760
- 日本食品衛生学会編集『食品安全の事典』朝倉書店、2009年。ISBN 9784254430967
- 『食品中の化学物質と安全性』日本食品衛生協会、2009年。ISBN 9784889250305
- 食品安全ハンドブック編集委員会編、林裕造・大野泰雄編集委員長、伊藤蓮太郎ほか編集幹事、石井健二ほか編集委員『食品安全ハンドブック』丸善、2010年。ISBN 9784621081822
- 国立健康・栄養研究所監修『健康・栄養食品アドバイザリースタッフ・テキストブック』7版、第一出版、2010年。ISBN 9784804112220

## 受賞・栄典
- 2005年 - 日本食品衛生学会賞
- 2019年 - 瑞宝小綬章